# Bartłomiej Babiarz
Bartłomiej Babiarz (Katowice, 3 febbraio 1989) è un ex calciatore polacco, di ruolo centrocampista.

## Carriera
Ha giocato nella massima serie dei campionati polacco e greco.